# Albert Hoefer

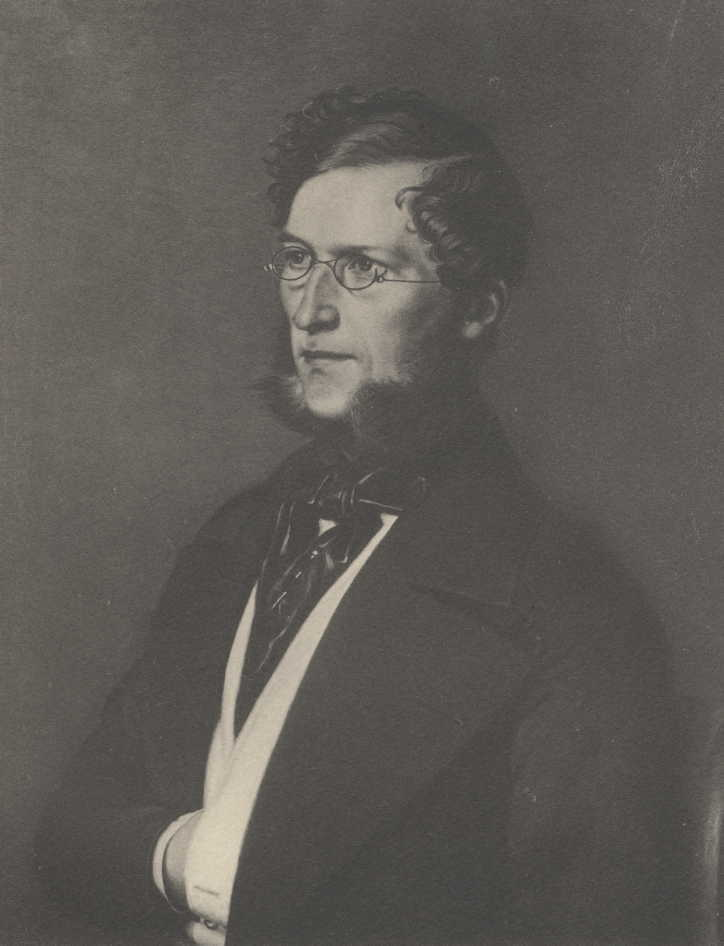
Albert Hoefer 1849.

Albert Karl Gustav Hoefer, född den 2 oktober 1812 i Greifswald, död där den 9 januari 1883, var en tysk språkforskare, bror till Edmund Hoefer.
Hoefer blev 1840 extra ordinarie och 1847 ordinarie professor i Greifswald. Under en studieresa (1841–42) till London, Oxford och Paris förvärvade han en stor samling sanskrit- och prakrithandskrifter, den så kallade Chambersska samlingen, med vars katalogisering han var sysselsatt till 1844. Bland hans arbeten märks Beiträge zur Etymologie und vergleichenden Grammatik der Hauptsprachen des indogermanischen Stammes (1839), Vom Infinitiv als Probe des Sanskritsyntax (1840), Indische Gedichte (1841, 1844), "Zeitschrift für die Wissenschaft der Sprache" (1845–54) och "Sanskritlesebuch" (1849). Hans viktigaste arbete är De pracrita dialecto (1837). Hoefers initiativ och studier på det lågtyska området var viktiga, men ledde inte till avsett resultat. 